# Bada Barat
Bada Barat is een bestuurslaag in het regentschap Bireuen van de provincie Atjeh, Indonesië. Bada Barat telt 298 inwoners (volkstelling 2010).